# Veronica Inglese
Veronica Inglese (* 22. November 1990 in Barletta) ist eine ehemalige italienische Leichtathletin, die sich auf den Langstreckenlauf spezialisiert hat.

## Sportliche Laufbahn
Erste internationale Erfahrungen sammelte Veronica Inglese bei den Crosslauf-Europameisterschaften 2007 in Toro, bei denen sie nach 16:04 min auf den 75. Platz im U20-Rennen gelangte. Im Jahr darauf wurde sie bei den Crosslauf-Weltmeisterschaften 2008 in Edinburgh nach 22:05 min 47. im U20-Rennen und im Dezember lief sie bei den Crosslauf-Europameisterschaften in Brüssel nach 14:47 min auf dem 37. Platz ein. 2009 gewann sie bei den Junioreneuropameisterschaften in Novi Sad in 16:41,37 min die Bronzemedaille im 5000-Meter-Lauf und bei den Crosslauf-Europameisterschaften in Dublin gelangte sie nach 15:13 min auf den 35. Platz. Bei den Crosslauf-Weltmeisterschaften 2011 in Punta Umbría wurde sie nach 29:02 min 89. im Einzelrennen und bei den Crosslauf-Europameisterschaften 2013 in Belgrad belegte sie in 27:12 min den achten Platz. Im Jahr darauf gelangte sie bei den Halbmarathon-Weltmeisterschaften 2014 in Kopenhagen nach 1:10:57 h auf den 22. Platz und 2015 wurde sie bei den Crosslauf-Europameisterschaften in Hyères nach 26:45 min 19. 2016 wurde sie bei den Halbmarathon-Weltmeisterschaften in Cardiff nach 1:10:59 h, 16. und im Juni belegte sie bei den Europameisterschaften in Amsterdam in 31:37,43 min den sechsten Platz im 10.000-Meter-Lauf. Zudem gewann sie im Halbmarathon nach 1:10:35 h die Silbermedaille hinter der Portugiesin Sara Moreira und sicherte sich auch in der Teamwertung die Silbermedaille hinter dem portugiesischen Team. Über 10.000 Meter nahm sie im August an den Olympischen Sommerspielen in Rio de Janeiro teil und gelangte dort mit 32:11,67 min auf den 30. Platz. Nach einer zweijährigen Wettkampfpause bestritt sie 2019 einen einzelnen Wettkampf und beendete dann endgültig ihre aktive sportliche Karriere.
2014 wurde Inglese italienische Meisterin im 10.000-Meter-Lauf sowie 2016 über 5000 Meter.

## Persönliche Bestleistungen
- 5000 Meter: 15:22,45 min, 25. Juni 2016 in Rieti
- 10.000 Meter: 31:37,43 min, 6. Juli 2016 in Amsterdam
- Halbmarathon: 1:10:35 h, 10. Juli 2016 in Amsterdam